# Parafia św. Józefa w Grodnie
Parafia św. Józefa w Grodnie – rzymskokatolicka parafia znajdująca się w Grodnie, w diecezji grodzieńskiej, w dekanacie Grodno-Wschód, na Białorusi.

## Historia
W 2003 biskup grodzieński Aleksander Kaszkiewicz erygował parafię św. Józefa w Grodnie. Parafia posiada dom, w którym mieści się kaplica. Budowa kościoła parafialnego blokowana jest przez władze świeckie.